# Улучшенная шкала Фудзиты
Улучшенная шкала Фудзиты (англ. Enhanced Fujita scale, EF-Scale) была создана в 2007 году и используется для оценки интенсивности торнадо в США и Канаде на основе ущерба, который они наносят. Шкала состоит из шести категорий: от EF0 до EF5. Создана вместо шкалы Фудзиты, которая была введена профессором Теодором Фудзитой в 1971 году.

## Параметры
Шесть категорий для шкалы EF перечислены ниже, в порядке возрастания интенсивности. Несмотря на то, что обновлены примеры скорости ветра и фотографических повреждений, приведённые описания повреждений относятся к шкале Фудзиты, которые более или менее точны. Однако на практике для определения интенсивности торнадо первостепенно используются индикаторы повреждений (тип структуры, который был повреждён).
| Категория | Оценка скорости ветра | Оценка скорости ветра | Оценка скорости ветра | Потенциальный урон | Примеры урона                                                                                              |
| Категория | м/ч                   | км/ч                  | м/с                   | Потенциальный урон | Примеры урона                                                                                              |
| EF0       | 65 - 85               | 105 - 137             | 29 - 37               | Слабый урон. Повреждает дымовые трубы, дорожные знаки и телевизионные вышки, ломает старые деревья, сносит вывески, разбивает окна, сильно повреждает передвижные дома.                                                                                                   | EF0 damage example--Shingles are torn from roof                                                            |
| EF1       | 86 - 110              | 138 - 177             | 38 - 49               | Умеренный урон. Срывает крышу с домов, разрушает передвижные дома, переворачивает автомобили, вырывает деревья с корнем, разрушает небольшие постройки. | EF1 damage example -- Sections of roofing are removed from the home, leaving the internal decking exposed. |
| EF2       | 111 - 135             | 178 - 217             | 50 - 61               | Значительный урон. Срывает крыши с хорошо построенных домов, разрушает хрупкие и лёгкие дома, вырывает с корнем крупные деревья, сдувает автомобили и передвижные дома.                                                                                                   | EF2 damage example -- Roof is completely removed from the house                                            |
| EF3       | 136 - 165             | 218 - 266             | 62 - 74               | Сильный урон. Срывает крыши и разрушает стены хорошо построенных домов, опрокидывает поезда, поднимает в воздух лёгкие дома, ломает крупные деревья или вырывает их с корнем и переносит на некоторое расстояние, поднимает автомобили в воздух.                          | EF3 damage example -- House is destroyed, with only interior rooms remaining                               |
| EF4       | 166 - 200             | 267 - 322             | 75 - 89               | Разрушительный урон. Разрушает хорошо построенные дома, переносит деревья или срывает с них кору, переносит автомобили. | EF4 damage example -- House is completely leveled, with only rubble remaining on the foundation            |
| EF5       | >200                  | >322                  | >90                   | Невероятный урон. Срывает с фундамента и разрушает хорошо построенные дома, переносит автомобили на расстояние более 100 метров, переносит деревья на большие расстояния или целиком срывает с них кору, повреждает стальные железобетонные конструкции и высокие здания. | EF5 damage example -- Well-built house is swept completely away, leaving only the slab foundation          |

## Интенсивность торнадо
| EF0    | EF1    | EF2     | EF3     | EF4            | EF5            |
| Слабый | Слабый | Сильный | Сильный | Разрушительный | Разрушительный |